# Theodric di Bernicia
Teodorico o Theodric ("Þeodric Iding Bernicia Cyning"; fl. VI secolo) è stato re di Bernicia (Inghilterra settentrionale) negli anni 572-579.
Succedette al re Aethelric, figlio del fratello Adda.
Viene menzionato come figlio di Ida da Nennio nella Historia Brittonum, secondo la quale combatté inoltre contro il re Urien del Rheged. Di questa guerra narrano anche i poemi gallesi del Libro di Taliesin: secondo il poema "Gweith Argoed Llwyfain" ("Battaglia di Argoed Llwyfain" o "Leeming Lane") Theodric fu ucciso dal figlio di Urien, Owain,  nella battaglia seguita al rifiuto di una sua richiesta di ostaggi.  
I "Moore Memoranda" gli attribuiscono sette anni di regno.
Alla sua morte gli succedette Frithuwald, non citato da Nennio tra i discendenti del re Ida.